# Центральний Кармель
32°48′20″ пн. ш. 34°59′13″ сх. д. / 32.8055556° пн. ш. 34.9869444° сх. д.
Центральний Кармель (івр. מרכז הכרמל) — житловий, культурний і розважальний район на хребті Кармель в Хайфі.
Ще на початку 80-х років XIX століття був майже нежилу територію, покриту кам'яними валунами і порослу колючим чагарником. Його розвиток почався, коли розбагатіли поселенці з німецької колонії почали будувати тут вілли, готелі, розбивати парки.
Розширення "німецької експансії" в цьому районі призвело до неминучого зіткнення з проживаючими неподалік і підтримуваними з Парижа монахами-кармелітами. У світлі розгорівся в цей час війни між Пруссією і Францією ця суперечка вилилася в справжні "бойові дії" на, здавалося б, далекому від Старого світла Кармелі. Так Хайфа увійшла в орбіту протистояння європейських держав.
І лише втручання "верхів": канцлера О.фон Бісмарка і папи римського Луї XIII дозволило прийти до компромісний угодою про розподіл святої гори. Територія на захід від нинішнього проспекту Сіонізму відходила кармелітам, а на схід - Темплер, або, як вони себе називали "новим кармелітам". Так з'явилися тут райони "Французький Кармель" і "Німецький Кармель" або "Кармельхейм", як його охрестили "нові тамплієри".
Перша назва збереглося і на карті сучасної Хайфи, а друге перетворилося в Центральний Кармел.

## Галерея
|                                    |
| Центральний район Кармель сьогодні |

|                |
| Парк Ган-ха-Эм |

|                                                  |
| Вежі Панорама (праворуч) та готель Ноф (ліворуч) |

|                                    |
| Музей японського мистецтва Тікотін |

|                    |
| Готель Дан Кармель |

|              |
| Променад Луї |

|                     |
| Вид с Променада Луї |

|                           |
| Концертний зал Аудіторіум |

|                  |
| Синематека Хайфи |

|          |
| Кармеліт |

|               |
| Лікарня Еліша |

|                          |
| Навчальний Зоопарк Хайфи |

|                     |
| Готель Crowne Plaza |